# NGC 7036
NGC 7036 est un constitué de trois étoiles situées dans la constellation de Pégase,. L'astronome britannique John Herschel a enregistré la position de celles-ci le 11 octobre 1825.
| Nom             | α                | δ                | type | P (mas)         | d (pc)      | v (km/s)      | mV             |
| --------------- | ---------------- | ---------------- | ---- | --------------- | ----------- | ------------- | -------------- |
| TIC 269737960   | 21h 10m 03.9661s | 15° 32′ 29.5650″ | ?    | 2,3895 ± 0,0139 | 418,5 ± 2,4 | -32,21 ± 2,62 | 12,947 ± 0,094 |
| TIC 269737981   | 21h 09m 59.6766s | 15° 31′ 20.3310″ | ?    | 0,6609 ± 0,017  | 1513 ± 39   | ?             | 14,069 ± 0,079 |
| TYC 1649-1374-1 | 21h 10m 06.7181s | 15° 30′ 45.8475″ | ?    | 1,2755 ± 0,0122 | 784 ± 7     | ?             | 12,650 ± 0,073 |